# Отр
Отр (давньоісл. Otr, букв. «видра») — в скандинавській міфології середній брат Фафніра та Реґіна, син могутнього чарівника Грейдмара. Згадується в «Сазі про Вьольсунґів», «Старшій Едді» та «Молодшій Едді».

## Вбивство Отра
Отр володів даром перетворення: вдень він плавав у вигляді видри у водоспаді Андварафорс та ловив рибу, а ввечері приносив додому, чим досить сильно допомагав батькові та братам. Одного разу, коли Отр упіймав лосося й їв його, закривши очі на березі, повз водоспад йшли аси: Одін, Гьонір та Локі. Локі кинув у Отра каменем і вбив його, влучивши тому в голову. По тому, не знаючи, що це — не звичайна видра, став хвалитися тим, що одним ударом здобув й видру, й лосося. По тому аси зідрали з нього шкіру. Того ж дня вони шукали нічлігу в Грейдмара й показали йому свою здобич. Внаслідок вони мусили виплатити йому виру, набивши шкіру Отра золотом й на додачу засипавши її зверху.